# 함 (성씨)
함(咸)씨는 한국의 성씨이다..

## 함씨

### 본관
함씨는 본래 강릉 함씨(江陵 咸氏, 관향: 강원특별자치도 강릉시)와 양근 함씨(楊根 咸氏, 관향: 경기도 양평군) 등으로 나뉜 한국의 성씨였다. 하지만 함혁(咸赫)을 원조(原祖)로 하는 동원분파(同源分派)이므로 1936년 병자보(丙子譜) 편찬시 합보(合譜)되어 본관을 구분하지 않는다.

### 개요
함씨의 선계인 함혁은 마한 소국(小國)의 왕이었다는 설, 중국 한나라의 대장군이었다는 설과 중국 당나라의 병부상서, 평장사였다는 설이 존재하는데, 용문사, 사나사, 함왕성과 함왕혈(咸王穴) 등 문화재와 지역 설화를 근거로 마한(소국)의 왕이었다는 설이 대체로 타당성있게 받아들여지고 있다.
혁(赫)은 경기도 양평 용문산을 중심으로 소국(小國)을 세우고 다스렸는데, 그래서 후손들은 혁(赫)의 첫 세거지인 양근(楊根, 경기도 양평군의 옛 지명)을 본관으로 하였다.
신라의 함씨는 호족가문이었다. 신라 중기, 신(信)은 원성왕과의 왕위쟁탈전에서 패한 김주원(강릉 김씨의 시조)을 보좌하여 현재 강원도 강릉인 명주 지역으로 가서 그 곳에 터를 잡았다고 한다.
함씨는 고려, 조선의 개국 당시 모두 활약하였는데, 고려 개국 시에는 중시조 규(規)가 개국 공신이 되어 태조 왕건으로부터 왕씨 성을 하사 받고, 고려 왕실의 외척이 되었다. 그는 '왕규의 난'으로 잘 알려진 왕규와 동일인이다. 그는 왕규의 난의 중심 인물로 혜종 지지파였던 개경파와 정종ᆞ광종 지지파였던 서경파 간 정쟁(政爭)의 장본인. 5대손 유일(有一)은 고려 인종 때 묘청의 난을 평정하여 뒤에 공부상서에 이르렀으며, 아들 순(淳)은 문장과 덕행이 뛰어나 강좌칠현(江左七賢)으로 일컬어졌다.
조선 개국 당시 함씨는 형제가 소신에 따라 길을 달리한다. 함부림(咸傅霖)은 이성계를 도와 개국공신에 올라 형조판서를 지냈으며, 8도의 관찰사를 모두 지냈다. 사후에 영의정에 추증되었다. 그의 아우 부열(傅說)은 고려 말에 예부상서, 홍문관 박사 등을 지냈으나 조선 왕조에는 동참을 거부한다. 특히 이들 형제의 후손들은 본관도 달리하는데, 부림(傅霖)계는 강릉, 부열(傅說)계는 양근을 쓰게 되었다. 부림의 아들 함우치(咸禹治)는 세조 때 여러 도(道)의 관찰사를 지냈고, 성종 때 좌참찬에 이르렀다. 부호군(副護軍) 좌무(佐武)의 아들 헌(軒)은 중종 때 명나라에 갔다가 오도자(吳道子)가 그린 공자유상(孔子遺像)을 가지고 왔는데, 한국에 공자 영상이 들어온 시초라고 한다.
특히 근현대에 들어와 많은 인물을 배출하였는데, 대한민국 제3대 부통령을 지낸 태영(台永)은 구한국(舊韓國, 大韓帝國) 한성재판소 검사로서 ‘독립협회 사건’ 당시 이상재(李商在)ᆞ윤치호(尹致昊)ᆞ신흥우 등의 무죄를 주장하고 석방했는가 하면, 그 뒤에도 계속 독립운동과 종교운동에 헌신, 옥고를 치르기도 하였다. 정관계에는 대통령비서실장을 지낸 병춘, 농림부 장관을 역임했고, 강원대학교의 설립자인 인섭, 각각 3선 국회의원을 지낸 정치인인 석재, 종빈, 종한, 재선 국회의원을 지낸 전(前) 해군참모총장 명수, 역시 재선 국회의원을 지낸 재훈, 상공부(산업통상자원부) 차관과 초선 국회의원을 지낸 덕용이 있다. 학계에는 상공부 차관을 지내고 펜실베이니아 주립대학교 교수를 역임한 인영, 한국인 최연소로 28세에 하버드대학교 교수로 임용된 돈희, 경북대 총장을 역임한 인석, 아산정책연구원장 및 이사장을 역임한 재봉이 있고, 법조계에는 제39대 대한변호사협회 회장을 지낸 정호, 대검중수부 검사, 법무법인 대륙아주의 설립자, 정치인(16대 국회의원)으로 명망이 높은 승희가 있으며, 금융계 및 재계에는 장기신용은행장과 회장, 하나은행 회장을 역임한 태용, KEB하나은행장을 거쳐 하나금융그룹 회장으로 재임 중인 영주, 오뚜기 회장으로 재임 중인 영준이 있다.

### 인물
- 함규(咸規, 생년 미상 ~ 945년) : 함씨의 중시조(中始祖)이자 고려의 개국공신(開國功臣), 권신(權臣). 고려 초기 광주(廣州)의 대호족으로, 양근 함씨였으나 개국공신으로 태조에게 왕씨 성을 사성 받아 왕규(王規)가 된다. 함규는 당시 양근을 포함한 광주지역에서 가장 큰 세력을 지닌 인물이었고, 함규는 태조를 도와 후삼국 통일에 공을 세워 익찬개국공신(翊贊開國功臣) 등의 작위를 받았다. 중부의 강력한 호족이었던 함규는 고려의 개국공신이 되었고, 지금의 국무총리에 해당하는 대광(大匡), 광평시랑평장사(廣平侍郞平章事)의 자리에까지 오른다. 왕규는 혜종을 보필하라는 태조의 유지를 받들었으나, 혜종 사후 왕위 계승을 둘러싸고 일어난 왕위 쟁탈전인 왕규의 난(王規之亂)으로 처형당하였다.
고려 왕실과의 인척관계 : 태조비 광주원부인, 소광주원부인, 혜종비 후광주원부인

- 함유일(咸有一, 1106년 ~ 1185년) : 고려의 관리. 자는 형천(亨天). 고려 개국공신 함규(規)의 5세손이며, 어려서 부모를 여의고 외삼촌 밑에서 자랐다. 아버지의 친구인 재상(宰相) 이준양(李俊陽)의 도움으로 처음 관직에 올랐으며, 1135년 묘청의 난을 평정할 때 공이 있어 추밀원사(樞密院使) 왕충(王沖)의 추천으로 선군기사(選軍記事)가 되었다. 의종 재위기에 교로도감에 있을 당시 서울에는 무당과 음사(귀신을 모시는 집)가 많아 민심을 현혹시켰다. 그는 이 음사를 모두 불태워 버리고 무당들을 서울 밖으로 내쫓아 미신을 배척한 자로서 유명하였다. 이후, 감찰어사(監察御史), 황주판관(黃州判官), 삭방도감창사(朔方道監倉使)를 거쳐, 명종 때 병부낭중(兵部郎中)·공부상서(工部尙書) 등을 지냈다. 그는 자녀들에게 가난함이 절대로 수치가 아님을 강조하면서, 절약하며 검소하게 살아갈 것을 당부했다. 일생동안 베옷만을 입었으며 질그릇만을 쓰는 등 청빈하게 살았다.

- 함순(咸淳) : 고려 중기의 문장가. 자는 자진(子眞). 고려 개국공신 규(規)의 6세손이며, 명종 때 공부상서(工部尙書)로 치사(致仕)한 유일(有一)의 아들이다. 문과에 급제하였으며 문장이 뛰어나고 절행(節行)이 있었다. 또한, 순박하고 중후하여 정도(正道)로 책임을 삼으며 효경과 충신을 바탕으로 한 문사(文辭)가 탁월하였다. 최충(崔冲)이 설립한 문헌공도(文憲公徒) 출신으로 급제 후 양양과 남방 어느 고을의 지방관이 되었고, 감찰어사(監察御史), 형부낭중(刑部郞中), 병부시랑(兵部侍郞) 등을 역임했으며, 최충헌(崔忠獻) 집권시에는 사직(司直)이라는 한직에 머물렀다. 이인로(李仁老)·오세재(吳世才)·임춘(林椿)·조통(趙通)·황보항(黃甫抗)·이담지(李湛之) 등의 명유(名儒)들과 교류를 맺고 진(晋)나라의 죽림칠현(竹林七賢)을 본떠 강좌칠현(江左七賢)을 조직하여, 시(詩)와 술을 즐기며 여생을 보냈다.

- 함부림(咸傅霖, 1360년 ~ 1410년) : 조선의 개국공신(開國功臣). 고려 개국공신 규(規)의 13세손인 승경(承慶)의 맏아들로, 태조, 정종, 태종 세 임금을 섬기면서 성균관대사성(成均館大司成), 대사헌(大司憲), 형조판서(刑曹判書)를 지냈다. 명성군(溟城君), 동원군(東原君)에 봉해졌다. 사후에 영의정에 추증되었다. 조선(朝鮮)에서 8도(경기, 충청, 경상, 전라, 강원, 황해, 평안, 함경도)의 관찰사(觀察使)를 모두 지낸 두 인물 중 한 명이다.[5][6] 시호는 정평(定平). 강릉 함씨 정평공파의 파조(派祖)이다.

- 함부열 : 고려의 문신. 고려 개국공신 규(規)의 13세손인 승경(承慶)의 둘째 아들로, 고려 우왕 13년에 문과에 급제하고 공양왕 2년에 예부상서(禮部尙書)를 지냈다. 함씨 가문 야사(野史)에 의하면, 그는 공양왕 사후, 왕의 시신을 거두어 자신의 묘지 위에 가묘(假墓)로 위장했다고 한다. 고려 왕조에 충성을 다한 만고충절의 학사이며, 양근 함씨 죽계공파의 파조(派祖)이다.

- 함부실(咸傅實): 고려 개국공신 규(規)의 13세손인 승필(承慶)의 외아들로 강릉 지역의 호족세력으로 고려말에 한원천호(漢原千戶)의 벼슬을 하시고 조선 개국 후 보국숭록대부 예조판서의 벼슬로 증하였다. 예판공파의 파조(派祖)이다.

- 함화(咸華, ? ~ ?) : 조선의 문신. 조선조(朝鮮朝), 현령을 역임. 최치운(崔致雲, 1390년 ~ 1440년)의 부인인 정경부인(貞敬夫人) 함씨(咸氏)의 아버지이다. 신사임당과 율곡 이이가 태어난 오죽헌(烏竹軒)은 바로 이 최치운이 지은 고택(古宅)이다. 함화의 사위인 최치운에게서 함화의 외손이자, 최치운의 아들인 최응현(崔應賢,1428년∼1507년)에게 상속이 되었고, 최응현의 사위인 용인 이씨 이사온(李思溫)에게 상속이 되었다가 이사온의 사위인 신명화(申命和)에게 상속이 되었는데, 신명화는 바로 신사임당(申師任堂)의 아버지이자, 율곡 이이(李珥)의 외조부이다. 즉, 함화의 딸인 정경부인 함씨는 신사임당의 외고조모이다.

- 함우치(咸禹治, 1408년 ∼ 1479년) : 고려 개국공신 규(規)의 14세손인 부림(傅霖)의 아들. 음보(蔭補)로 벼슬길에 올라 동부승지(同副承旨), 공주목사(公州牧使), 함길도·전라도·경상도의 관찰사(觀察使)를 두루 역임하고, 대사헌(大司憲), 중추원부사(中樞院副使)에 올랐으며, 같은 해에 정조사(正朝使)로 명나라에 다녀왔다. 개성부유수(開城府留守)가 되었는데, 재임할 때는 선정을 베풀어 칭송이 자자하였다. 이후, 형조참판(刑曹參判)이 되어 동평군(東平君)에 봉해졌으며, 1470년(성종 1) 형조판서(刑曹判書)에 올랐다. 1471년 좌리공신(佐理功臣) 4등에 책록되고 좌우참찬(左右參贊)을 역임, 뒤에 봉조하(奉朝賀)가 되었다. 시호는 평양(平襄).

- 함헌(咸軒, 1508년 ∼ ?) : 고려 개국공신 규(規)의 14세손이자 정평공파의 파조인 부림(傅霖)의 5세손. 아버지는 부호군 좌무(左武). 자는 가중(可中). 호는 칠봉(七峰)이다. 1534년(중종 29) 알성문과에 병과(丙科)로 급제하여 간성군수가 되었다. 1552년(명종 7) 예빈시정(禮賓寺正)으로 있을 때 동지사(冬至使)의 서장관(書狀官)이 되어 명나라 북경(北京)에 다녀왔으며, 이듬해 이천부사(利川副使)가 되었다. 1562년 삼척부사(三陟副使)를 지냈으며, 재임 중 관리들의 기강을 확립하고 백성들을 구휼하여 치적을 남겼다. 저서로는 『칠봉문집(七峰文集)』이 있다. 중종 때 서장관으로 명나라에 갔다가 오자도가 그린 공자의 초상을 강릉으로 가져와 오봉서원(五峯書院)을 세웠다. 강릉 함씨 칠봉공파의 파조(派祖)이다.

- 함태영(咸台永, 1873년 ~ 1964년) : 대한민국 제3대 부통령, 제2대 심계원(감사원의 전신) 원장, 법조인(대한제국, 일본총독부의 판사 및 검사 역임), 독립운동가, 종교인, 정치인[7]
- 함병춘(咸秉春, 1932년 ~ 1983년) : 학자, 대한민국 제9대 대통령비서실장, 주미한국대사, 대통령 외교안보특보, 정치특보[8]
- 함인섭(咸仁燮, 1907년 ~ 1986년) : 학자, 대한민국 제6대 농림부 장관, 강원대학교의 설립자 (초대 학장)[9]
- 함명수(咸明洙, 1928년 ~ 2016년) : 군인, 정치인, 대한민국 제7대 해군참모총장, 제9, 10대 국회의원, 국회 보건사회위원장[10][11]
- 함석재(咸錫宰, 1938년 ~ ) : 법조인, 서울지검 차장검사, 제14, 15, 16대 국회의원, 국회 법사위원장, 농림해양수산위원장[12][13]

- 함종한(咸鐘漢, 1944년 ~ ) : 정치인, 한국 스카우트연맹 회장, 제28대 강원도지사, 제12, 13, 15대 국회의원[14][15]
- 함종빈(咸鐘斌, 1923년 ~ 2009년) : 정치인, 제5, 9, 10대 국회의원[16][17]
- 함승희(咸承熙, 1951년 ~ ) : 법조인, 정치인, 대검찰청 중앙수사부 검사, 법무법인 대륙아주 설립자, 제16대 국회의원, 강원랜드 사장[18][19]
- 함덕용(咸德用, 1904년 ~ 1977년) : 정치인, 제5대 상공부 차관, 제6대 국회의원[20][21]
- 함인영(咸仁英, 1925년 ~ 2000년) : 학자, 펜실베이니아 주립대학교 석좌교수, 동경대 석좌교수, 상공부 차관보[22][23]

- 함진규(咸珍圭, 1959년 ~ ) : 정치인, 제19, 20대 국회의원, 자유한국당 정책위의장[24][25]
- 함재훈(咸在勳, 1917년 ~ 1984년) : 정치인, 언론인, 제3, 9대 국회의원, 춘천MBC사장, 강원일보 사장[26]
- 함정호(咸正鎬, 1939년 ~ ) : 법조인, 제39대 대한변호사협회 회장, 서울지방변호사회 회장[27][28]
- 함두영(咸斗榮, 1904년 ~ 1979년) : 정치인, 제3대 국회의원
- 함동욱(咸, ~ ) : 정치인, 부통령 비서실장

- 함상훈(咸, ~ ) : 정치인, 한국민주당 선전부장, 조사부장, 민주국민당 선전부장
- 함만준(咸, ~ ) : 관료, 통계청장, 농림축산식품부 차관보, 축산진흥회(축협의 전신) 회장, 한국물산 사장
- 함승호(咸, 1894년 ~ 1981년) : 법조인, 前 대구지방법원장
- 함종식(咸鍾植, ~ ) : 법조인, 의정부지방법원 수석부장판사, 대전가정법원장[29]
- 함상훈(咸尙勳, 1967년 ~ ) : 법조인, 서울행정법원 수석부장판사, 서울고등법원 부장판사[30][31]

- 함창희(咸, ~ ) : 기업인, 동립산업(50년대 재계 9위기업, 후에 CJ*제일제당으로 인수됨) 회장
- 함성용(咸, ~ ) : 기업인, 미륭상사(동부그룹의 전신) 회장
- 함영주(咸泳周, 1956년 ~ ) : 금융인, 하나금융지주 회장, KEB하나은행 은행장[32]
- 함태호(咸泰浩, 1930년 ~ 2016년) : 기업인, (주) 오뚜기 명예회장[33][34]
- 함영준(咸泳俊, 1959년 ~ ) : 기업인, (주) 오뚜기 회장[35]

- 함종호(咸鍾浩, ~ ) : 기업인, 회계법인 딜로이트안진 대표, 회계법인 안진 전무이사[36]
- 함태용(咸泰埇, 1933년 ~ ) : 금융인, 장은공익재단 이사장, 하나은행 회장, 제3대 장기신용은행 회장, 제3대 장기신용은행 은행장[37]
- 함춘승(咸, ~ ) : 금융인, 피에이치앤컴퍼니 대표이사, Citi Global Market 증권 사장
- 함돈희(咸燉憙, 1973년 ~ ) : 학자, 하버드대학교 공과대학 응용물리학과 교수, 한국인 최연소 교수 임용 (28세), 캘리포니아 공과대학(칼텍) 차석 졸업[38]
- 함재봉(咸, 1958년 ~ ) : 학자, 아산정책연구원 원장 겸 이사장, USC 정치학과 교수 겸 한국학 연구소 소장, UNESCO 사회과학국 국장, 연세대 정치외교학과 교수[39]

- 함준호(咸駿浩, 1964년 ~ ) : 학자, 연세대학교 교수, 한국은행 금융통화위원회 위원[40]
- 함인석(咸, 1951년 ~ ) : 의사, 경북대학교 총장, 경북대학교 의대 학장[41]
- 함기선(咸基善, 1941년 ~ ) : 의사, 한서대학교 총장, 학교법인 함주학원 이사장, 대한적십자사 부총재[42]
- 함종규(咸, ~ 2010년) : 교육인, 성일장학재단 이사장, 한서대 초대총장, 숙명여대 명예교수
- 함윤근(咸, ~ ) : 법조인, 법무법인 인 대표, 서울중앙지검 부장검사[43][44]

- 함귀용(咸鍾植, ~ ) : 법조인, (주) 바디프랜드 부회장, 방송통신심의위원회 위원, 서울동부지검 부장검사[45]
- 함준수(咸, ~ ) : 의사, 한양대학교 의과대학 명예교수, 한양대 구리병원장, 한양대병원 부원장[46]
- 함태영(咸泰永, ~ ) : 의사, 인제대학교 의과대학 명예교수, 상계백병원 원장[47]
- 함의근(咸, ~ ) : 의사, 서울대학교 의과대학 명예교수, 서울대병원 부원장, 대한암학회장
- 함석태(咸錫泰, 1889년 ~ ?) : 의사, 한국인 1호 치과의사

- 함영훈(咸, ~ ) : JTBC 드라마 본부장, JTBC스튜디오 제작본부장 , JTBC 드라마 초콜릿, 《뷰티 인사이드》, 미스 함무라비, 그냥 사랑하는 사이, 미스티, 더 패키지, 맨투맨, 청춘시대, KBS 드라마 태양의 후예, 직장의 신 책임프로듀서[48]
- 함정엽(咸, ~ ) : YG엔터테인먼트 이사, 《철인왕후》, 완득이, 홍길동의 후예 제작
- 함병선(咸炳善, 1920년 ~ 2001년) : 군인, 육군 중장, 합참 작전참모본부장, 국방대 총장, 육군교육사령관, 제2군단장, 육군훈련소장, 제2보병사단장, 제6사단 2연대장[49]
- 함덕선(咸德善, ~ ) : 군인, 육군 중장, 제2군사령부 부사령관, 제11군단장, 제26보병사단장[50]
- 함세영(咸, ~ ) : 군인, 육군 소장, 제28보병사단장[51]

- 함원용(咸元龍, 1954년 ~ 2015년) : 군인, 해군 소장, 해군작전사령부 부사령관, 해군본부 인사참모부장, 방위사업청 함정사업부장[52][53]
- 함희성(咸, ~ ) : 군인, 육군 소장, 제8기계화보병사단장[51]
- 함태상(咸, ~ ) : 군인, 공군 소장[51]
- 함준호(咸俊鎬, 1921년 ~ 1950년) : 군인, 육군 준장, 제7사단 1연대장, 제5사단 부사단장
- 함창호(咸, ~ ) : 군인, 해군 준장, 국군기무사 처장, 해공군 기무부대장[51]

- 함영준(咸永準, 1956년 ~ ) : 언론인, 청와대 문화체육비서관, 주간조선 편집장, 조선일보 국제부 부장[54]
- 함윤성(咸, 1961년 ~ ) : 기업인, SK 디앤디 대표이사
- 함철호(咸哲鎬, 1952년 ~ ) : 기업인, 티웨이항공 대표이사, 대한항공 국제업무담당 전무, 대한항공 경영전략본부 본부장[55][56]
- 함윤상(咸倫相, 1946년 ~ ) : 기업인, 한전KPS 사장[57]
- 함기호(咸基浩, 1961년 ~ ) : 기업인, 한국휴렛팩커드 대표이사 사장[58]

- 함태홍(咸, ~ ) : 기업인, 남해화학 사장
- 함재경(咸, ~ ) : 기업인, 코스모 화학 대표이사
- 함혜영(咸, ~ ) : 기업인, 농협 목우촌 대표이사
- 함현철(咸, ~ ) : 기업인, 푸른기술 대표이사
- 함용일(咸, 1960년 ~ ) : 기업인, YBM개발 대표이사, YBM시사 대표이사, 서울음반 대표이사, 국제음반 대표이사

- 함택수(咸, ~ ) : 학자, 서울대학교 에너지시스템공학부 원자핵공학과 교수
- 함봉진(咸, ~ ) : 학자, 서울대학교 의과대학 교수
- 함혜현(咸, ~ ) : 학자, 관료, 부경대학교 공공안전경찰학과 교수, 행정고시 수석합격자 (1999년)
- 함대영(咸, ~ ) : 2012년 수능만점자, 서울대학교 수리통계학부 재학[59]
- 함성득(咸, 1964년 ~ ) : 학자, 고려대학교 정경대학 행정학과 교수, 한국 대통령학회 회장, 대통령학 권위자[60]

- 함원훈(咸, ~ ) : 학자, 성균관대학교 약학대학장
- 함신익(咸信益, 1957년 ~ ) : 학자, 음악인, 예일대학교 음악대학 교수, KBS 교향악단 상임지휘자[61]
- 함영림(咸, 1957년 ~ ) : 학자, 음악인, 이화여자대학교 음악대학장[62]
- 함인희(咸, 1959년 ~ ) : 학자, 이화여자대학교 사회과학대학장[63]
- 함승욱(咸, ~ ) : 학자, 중앙대학교 자연과학대학장

- 함승덕(咸, ~ ) : 학자, 충북도립대학 총장[64]
- 함석헌(咸錫憲, 1901년 ~ 1989년) : 사상가, 민권운동가[65]
- 함세웅(咸世雄, 1942년 ~ ) : 종교인, 가톨릭 신부, 정의구현사제단 설립, 민족문제연구소 이사장, 민주화운동 기념사업회 이사장, 초대 평화방송 사장[66]
- 함대훈(咸大勳, 1907년 ~ 1949년) : 관료, 소설가, 국립경찰전문학교(경찰교육원의 전신) 교장[67]
- 함택삼(咸, ~ ) : 관료, 충남경찰국(충남지방경찰청의 전신) 국장[51]

- 함상욱(咸, ~ ) : 관료, 외교부 차관보, 현(現) 다자외교조정관
- 함영훈(咸, ~ ) : 관료, 뉴질랜드 대사, 인도네시아 대사
- 함명철(咸, ~ ) : 관료, 싱가포르 대사, 체코 대사, 유엔 대표부 차석대사
- 함익병(咸翼炳, 1961년 ~ ) : 의사, 방송인, 함익병 앤 에스더 클리닉 원장, 이지함 피부과 원장[68][69]
- 함규진(咸, ~ ) : 학자, 저술가 서울교육대학교 교수

- 함기용(咸基鎔, 1930년 ~ ) : 마라톤 선수, 보스턴 마라톤 우승 (1950년)[70][71]
- 함흥철(咸興哲, 1930년 ~ 2000년) : 대한민국 축구국가대표팀 감독, 축구국가대표 선수(GK)
- 함지훈(咸志勳, 1984 ~ ) : 농구선수, 울산 모비스 피버스 소속, KCC 프로농구 챔피언 결정전, 정규리그, 플레이오프 최우수선수상 수상[72]
- 함덕주(咸德柱, 1995 ~ ) : 야구선수, 두산 베어스 투수[73]
- 함형수(咸亨洙, 1914년 ~ 1946년) : 시인, 대표작 해바라기의 비명[74]

- 함민복(咸敏復, 1962년 ~ ) : 시인, 대표작 눈물은 왜 짠가[75][76]
- 함세덕(咸世德, 1915년 ~ 1950년) : 극작가, 대표작 동승, 낙화암[77]
- 함춘호(咸春浩, 1961년 ~ ) : 기타리스트, 그룹 시인과 촌장[78]
- 함중아(咸重兒, 1952년 ~ 2019년) : 가수, 싱어송라이터, 대표곡 풍문으로 들었소 (노래), 내게도 사랑이, 그 사나이[79]
- 함은정(咸𤨒晶, 1988 ~ ) : 가수, 그룹 티아라의 멤버[80]

- 함부영(咸, ~ ) : 가수, CCM 가수
- 함정임(咸貞任, 1964~ ) : 소설가
- 한다민(咸, 1983 ~ ) : 배우, 본명 함미나(咸美那)[81]
- 함연지(咸, 1992 ~ ) : 뮤지컬 배우
- 함예진(咸, ~ ) : 방송인, 연합뉴스TV 뉴스캐스터

- 함소원(咸, 1976 ~ ) : 배우, 가수, 1997년 미스코리아 태평양, 미스코리아 경기 진
- 함준호(咸, ~ ) : SBS PD, 복수가 돌아왔다, 기름진 멜로 연출
- 함원진(咸元進, 2001 ~ ) : 아역배우, 가수, 보이그룹 크래비티 멤버
- 함윤수(咸,~) : 인천해원고등학교 학생, 함몰유두,비만

### 과거 급제자
강릉, 양근 함씨는 문과 급제자 6명(고려 3명, 조선 3명), 무과 급제자 71명, 생원·진사시 급제자 21명, 잡과 급제자 4명을 배출하였다.

### 항렬자
| 30세         | 31세         | 32세         | 33세         | 34세         | 35세         | 36세         | 37세         | 38세         | 39세         | 40세         | 41세         |
| ------------ | ------------ | ------------ | ------------ | ------------ | ------------ | ------------ | ------------ | ------------ | ------------ | ------------ | ------------ |
| 재/기(在,基) | 호/종(鎬,鍾) | 영/용(泳,溶) | 식/주(植,柱) | 형/희(炯,熙) | 균/규(均,圭) | 석/현(錫,鉉) | 수/태(洙,泰) | 동/상(東,相) | 열/환(烈,煥) | 대/중(戴,重) | 진/선(鎭,善) |

| 42세         | 43세         | 44세         | 45세         | 46세          | 47세         | 48세         | 49세         | 50세         | 51세         | 52세         | 53세         |
| ------------ | ------------ | ------------ | ------------ | ------------- | ------------ | ------------ | ------------ | ------------ | ------------ | ------------ | ------------ |
| 승/연(承,演) | 모/표(模,杓) | 찬/훈(燦,勳) | 배/철(培,喆) | 탁/ ? (鐸, ?) | 청/준(淸,浚) | 수/근(秀,根) | 환/엽(煥,燁) | 중/교(中,敎) | 선/순(銑,錞) | 락/호(洛,浩) | 이/격(利,格) |

| \| 54세 \| 55세 \| 56세 \| 57세 \| 58세 \| 59세 \| 60세 \| 61세 \| 62세 \| 63세 \| 64세 \| 65세 \| \| ------------ \| ------------ \| ------------ \| ------------ \| ------------ \| ------------ \| ------------ \| ------------ \| ------------ \| ------------ \| ------------ \| ------------ \| \| 지/묵(志,默) \| 길/각(吉,珏) \| 은/수(銀,銖) \| 해/철(海,澈) \| 걸/직(杰,稙) \| 사/희(思,熹) \| 사/희(思,熹) \| 영/용(鈴,鎔) \| 양/구(洋,求) \| 근/동(槿,棟) \| 헌/조(憲,照) \| 서/장(瑞,壯) \| · - 강원도 강릉시 주문진읍 장덕리 - 강원도 강릉시 성산면 위촌리 - 강원도 고성군 간성읍 교동리 - 강원도 김화군 근북면 금곡리 - 강원도 판교군 풍현리 - 강원도 삼척시 하장면 용연리 - 강원도 양양군 - 강원도 이천군 반교면 풍림면 - 평안남도 문덕군 입석리 - 평안남도 안주군 입석면 내동리 - 평안남도 안주군 안주읍 용연리 - 평안남도 안주군 입석면 용정리 - 황해도 연백군 해월면 해월리 · 공양왕은 폐위 후 처음에는 강원도 원주로 유배되었다가 간성으로 유배지가 옮겨졌고, 다시 삼척으로 옮겨진 뒤에 그 곳에서 처형되었다. 이로 인해 간성왕(杆城王)이라는 호가 붙여졌다. 처형 되기 전 유배에 올랐을 때, 몰래 뒤따르던 이가 있었다. 바로 고려 우왕 13년(1387)에 과거에 급제하고 홍문박사와 예부상서를 지냈던 함부열(咸傅說)이다. 함부열의 친형은 함부림(咸傅霖, 1360~1410)으로, 이성계를 도왔으며 조선의 개국공신으로 개성소윤(開城少尹)에 임명된 인물이다. 그는 후일 형조판서(刑曹判書)와 대사헌(大司憲), 8도 관찰사(觀察使)를 지냈다. 불행하게도 형과 동생은 조선과 고려로 갈라서게 되었다. 이 때문에 간성으로 온 함부열의 후손들은 양근 함씨로 본관을 달리 쓰기에 이르렀다. 양근은 지금의 경기도 양평군으로, 함씨의 시조인 함혁(咸赫)이 삼한시대에 양평의 군주(君主)인 함왕주악(咸王周鍔)으로 불리게 되었다. 함부열은 간성왕을 따라 간성에 살게 됐다. 간성왕이 머문 수타사는 지금은 폐사되고, 애초에 5층이었을 석탑 한 기만이 밭 가운데에 덩그렇게 남아 있다. 절터는 계곡 안쪽에 있는데, 그다지 넓어 보이지는 않는다. 함부열은 수타사의 아랫마을인 금수리에 터를 잡고 살았던 것으로 보인다. 금수리에는 그의 종손을 포함한 후손들이 아직도 살고 있기 때문이다. 함씨 가문 야사에는 간성왕의 최후가 좀더 상세하게 전해오고 있다. 1394년 3월에 함부열은 삼척으로 두 번째 유배되는 간성왕의 뒤를 따랐다. 내려간 지 한 달 만에 간성왕을 살해하러 중앙에서 관리가 내려왔다. 역사 기록에는 중추원부사 정남진이 내려왔다는데, 함씨 가문 야사에는 함부열의 형 형조의랑 함부림도 동행했다고 한다. 함부열은 마주친 형에게 간청하여 다른 왕족의 시신만 거두게 하고 간성왕을 간성으로 피신시켰다고 한다. 그러나 정남진과 함부림은 도저히 조정의 뜻을 거역할 수 없어서 간성으로 자객을 보내 간성왕을 살해해버렸다. 그게 공양왕 삼척 사망일인 4월17일에서 8일이 더 지난, 4월 25일의 일이라는 것이다. 살해된 간성왕은 금수리 수타사에서 가까운 고성산 기슭에 묻혔다고 한다. 매장을 주도한 사람은 함부열이다. 함부열은 유언으로 간성왕 밑에 자신을 묻고, 자신의 묘에 제사 지내기 전에 왕 무덤에 축문 없는 제사를 지내라고 했다 중국의 함씨는 6개 정도의 계통이 있다고 한다. 그 가운데 초나라 공족과 그 관할 지역 호족들이 이 성씨을 취득하였다는 기록이 있다. 중국의 성씨 순위 300위 밖에 있는 희성(稀姓)이므로, 그 수가 매우 작으며 찾아보기 힘들다. 1. 2. 3. 4. 5. 6. 7. 8. 9. 10. 11. 12. 13. 14. 15. 16. 17. 18. 19. 20. 21. 22. 23. 24. 25. 26. 27. 28. 29. 30. 31. 32. 33. 34. 35. 36. 37. 38. 39. 40. 41. 42. 43. 44. 45. 46. 47. 48. 49. 50. 51. 52. 53. 54. 55. 56. 57. 58. 59. 60. 61. 62. 63. 64. 65. 66. 67. 68. 69. 70. 71. 72. 73. 74. 75. 76. 77. 78. 79. 80. 81. 82. 83. |              |              |              |              |              |              |              |              |              |              |              |
| 54세 | 55세         | 56세         | 57세         | 58세         | 59세         | 60세         | 61세         | 62세         | 63세         | 64세         | 65세         |
| 지/묵(志,默) | 길/각(吉,珏) | 은/수(銀,銖) | 해/철(海,澈) | 걸/직(杰,稙) | 사/희(思,熹) | 사/희(思,熹) | 영/용(鈴,鎔) | 양/구(洋,求) | 근/동(槿,棟) | 헌/조(憲,照) | 서/장(瑞,壯) |

| 54세         | 55세         | 56세         | 57세         | 58세         | 59세         | 60세         | 61세         | 62세         | 63세         | 64세         | 65세         |
| ------------ | ------------ | ------------ | ------------ | ------------ | ------------ | ------------ | ------------ | ------------ | ------------ | ------------ | ------------ |
| 지/묵(志,默) | 길/각(吉,珏) | 은/수(銀,銖) | 해/철(海,澈) | 걸/직(杰,稙) | 사/희(思,熹) | 사/희(思,熹) | 영/용(鈴,鎔) | 양/구(洋,求) | 근/동(槿,棟) | 헌/조(憲,照) | 서/장(瑞,壯) |

| 42세         | 43세         | 44세         | 45세         | 46세          | 47세         | 48세         | 49세         | 50세         | 51세         | 52세         | 53세         |
| ------------ | ------------ | ------------ | ------------ | ------------- | ------------ | ------------ | ------------ | ------------ | ------------ | ------------ | ------------ |
| 승/연(承,演) | 모/표(模,杓) | 찬/훈(燦,勳) | 배/철(培,喆) | 탁/ ? (鐸, ?) | 청/준(淸,浚) | 수/근(秀,根) | 환/엽(煥,燁) | 중/교(中,敎) | 선/순(銑,錞) | 락/호(洛,浩) | 이/격(利,格) |

| \| 54세 \| 55세 \| 56세 \| 57세 \| 58세 \| 59세 \| 60세 \| 61세 \| 62세 \| 63세 \| 64세 \| 65세 \| \| ------------ \| ------------ \| ------------ \| ------------ \| ------------ \| ------------ \| ------------ \| ------------ \| ------------ \| ------------ \| ------------ \| ------------ \| \| 지/묵(志,默) \| 길/각(吉,珏) \| 은/수(銀,銖) \| 해/철(海,澈) \| 걸/직(杰,稙) \| 사/희(思,熹) \| 사/희(思,熹) \| 영/용(鈴,鎔) \| 양/구(洋,求) \| 근/동(槿,棟) \| 헌/조(憲,照) \| 서/장(瑞,壯) \| · - 강원도 강릉시 주문진읍 장덕리 - 강원도 강릉시 성산면 위촌리 - 강원도 고성군 간성읍 교동리 - 강원도 김화군 근북면 금곡리 - 강원도 판교군 풍현리 - 강원도 삼척시 하장면 용연리 - 강원도 양양군 - 강원도 이천군 반교면 풍림면 - 평안남도 문덕군 입석리 - 평안남도 안주군 입석면 내동리 - 평안남도 안주군 안주읍 용연리 - 평안남도 안주군 입석면 용정리 - 황해도 연백군 해월면 해월리 · 공양왕은 폐위 후 처음에는 강원도 원주로 유배되었다가 간성으로 유배지가 옮겨졌고, 다시 삼척으로 옮겨진 뒤에 그 곳에서 처형되었다. 이로 인해 간성왕(杆城王)이라는 호가 붙여졌다. 처형 되기 전 유배에 올랐을 때, 몰래 뒤따르던 이가 있었다. 바로 고려 우왕 13년(1387)에 과거에 급제하고 홍문박사와 예부상서를 지냈던 함부열(咸傅說)이다. 함부열의 친형은 함부림(咸傅霖, 1360~1410)으로, 이성계를 도왔으며 조선의 개국공신으로 개성소윤(開城少尹)에 임명된 인물이다. 그는 후일 형조판서(刑曹判書)와 대사헌(大司憲), 8도 관찰사(觀察使)를 지냈다. 불행하게도 형과 동생은 조선과 고려로 갈라서게 되었다. 이 때문에 간성으로 온 함부열의 후손들은 양근 함씨로 본관을 달리 쓰기에 이르렀다. 양근은 지금의 경기도 양평군으로, 함씨의 시조인 함혁(咸赫)이 삼한시대에 양평의 군주(君主)인 함왕주악(咸王周鍔)으로 불리게 되었다. 함부열은 간성왕을 따라 간성에 살게 됐다. 간성왕이 머문 수타사는 지금은 폐사되고, 애초에 5층이었을 석탑 한 기만이 밭 가운데에 덩그렇게 남아 있다. 절터는 계곡 안쪽에 있는데, 그다지 넓어 보이지는 않는다. 함부열은 수타사의 아랫마을인 금수리에 터를 잡고 살았던 것으로 보인다. 금수리에는 그의 종손을 포함한 후손들이 아직도 살고 있기 때문이다. 함씨 가문 야사에는 간성왕의 최후가 좀더 상세하게 전해오고 있다. 1394년 3월에 함부열은 삼척으로 두 번째 유배되는 간성왕의 뒤를 따랐다. 내려간 지 한 달 만에 간성왕을 살해하러 중앙에서 관리가 내려왔다. 역사 기록에는 중추원부사 정남진이 내려왔다는데, 함씨 가문 야사에는 함부열의 형 형조의랑 함부림도 동행했다고 한다. 함부열은 마주친 형에게 간청하여 다른 왕족의 시신만 거두게 하고 간성왕을 간성으로 피신시켰다고 한다. 그러나 정남진과 함부림은 도저히 조정의 뜻을 거역할 수 없어서 간성으로 자객을 보내 간성왕을 살해해버렸다. 그게 공양왕 삼척 사망일인 4월17일에서 8일이 더 지난, 4월 25일의 일이라는 것이다. 살해된 간성왕은 금수리 수타사에서 가까운 고성산 기슭에 묻혔다고 한다. 매장을 주도한 사람은 함부열이다. 함부열은 유언으로 간성왕 밑에 자신을 묻고, 자신의 묘에 제사 지내기 전에 왕 무덤에 축문 없는 제사를 지내라고 했다 중국의 함씨는 6개 정도의 계통이 있다고 한다. 그 가운데 초나라 공족과 그 관할 지역 호족들이 이 성씨을 취득하였다는 기록이 있다. 중국의 성씨 순위 300위 밖에 있는 희성(稀姓)이므로, 그 수가 매우 작으며 찾아보기 힘들다. 1. 2. 3. 4. 5. 6. 7. 8. 9. 10. 11. 12. 13. 14. 15. 16. 17. 18. 19. 20. 21. 22. 23. 24. 25. 26. 27. 28. 29. 30. 31. 32. 33. 34. 35. 36. 37. 38. 39. 40. 41. 42. 43. 44. 45. 46. 47. 48. 49. 50. 51. 52. 53. 54. 55. 56. 57. 58. 59. 60. 61. 62. 63. 64. 65. 66. 67. 68. 69. 70. 71. 72. 73. 74. 75. 76. 77. 78. 79. 80. 81. 82. 83. |              |              |              |              |              |              |              |              |              |              |              |
| 54세 | 55세         | 56세         | 57세         | 58세         | 59세         | 60세         | 61세         | 62세         | 63세         | 64세         | 65세         |
| 지/묵(志,默) | 길/각(吉,珏) | 은/수(銀,銖) | 해/철(海,澈) | 걸/직(杰,稙) | 사/희(思,熹) | 사/희(思,熹) | 영/용(鈴,鎔) | 양/구(洋,求) | 근/동(槿,棟) | 헌/조(憲,照) | 서/장(瑞,壯) |

| 54세         | 55세         | 56세         | 57세         | 58세         | 59세         | 60세         | 61세         | 62세         | 63세         | 64세         | 65세         |
| ------------ | ------------ | ------------ | ------------ | ------------ | ------------ | ------------ | ------------ | ------------ | ------------ | ------------ | ------------ |
| 지/묵(志,默) | 길/각(吉,珏) | 은/수(銀,銖) | 해/철(海,澈) | 걸/직(杰,稙) | 사/희(思,熹) | 사/희(思,熹) | 영/용(鈴,鎔) | 양/구(洋,求) | 근/동(槿,棟) | 헌/조(憲,照) | 서/장(瑞,壯) |